# Zaidee Jackson
Pour les articles homonymes, voir Jackson.
Zaidee Jackson (30 décembre 1898 - 15 décembre 1970) est une chanteuse de jazz, de negro spiritual et de musique pop, danseuse et actrice afro-américaine qui s'est produite en France, au Royaume-Uni et en Roumanie.

## Jeunesse
Zaidee Jackson est née à Augusta en Géorgie, pendant l'hiver 1898, ses parents C. J. et Alice Jackson étaient tous deux métayers dans le comté de Berrien, en Géorgie. Peu de temps après son arrivée en Europe, elle donne 1900 comme année de naissance. Zaidee avait trois frères et sœurs plus âgés, Ora Lee, Era et Sol Jackson. Vers la fin de 1900, Alice quitte son mari et ses enfants, ne prenant que Zaidee, et se dirige vers le nord, à Boston, dans le Massachusetts, où elle rencontre et épouse Fred Williams. Zaidee prend le nom de famille de son beau-père. En 1902, Alice et Fred eurent un enfant, Corinna.
En 1923, Zaidee épouse James Jackson, mais le mariage est de courte durée. À cette époque, elle rencontre le pianiste Lawrence Brown, qui travaille comme liftier et étudie à Boston, et part en tournée en Angleterre avec Roland Hayes.

## Carrière

### Début de carrière
En 1924, Jackson fait partie des Andrew Bishop Players, en tournée dans le sud des États-Unis. En 1925, elle rejoint la troupe de Wilbur Sweatman (en) avec le chef d'orchestre Claude Hopkins lors d'une tournée au Canada. Hopkins quitte la troupe pour rejoindre le nouveau spectacle, la Revue nègre, à Paris. Jackson part aussi, obtenant un rôle dans la distribution du spectacle Lulu Belle au Belasco Theatre à New York avec l'actrice Evelyn Preer. Le spectacle est un énorme succès et Jackson est particulièrement distinguée pour sa danse. Plus tard en novembre, le réalisateur Oscar Micheaux engage tous les acteurs pour jouer dans son film The Spider's Web qui est aujourd'hui introuvable.
Au début de 1927, elle joue avec Adelaide Hall dans Desires of 1927. Pendant l’été, après une courte tournée, elle apparaît dans Rang Tang de Charles Davis, Flournoy Miller (en) et Aubrey Lyles (en), cette fois en tant que chanteuse. Après le spectacle, Lawrence Brown, qui effectue une tournée en Europe avec Paul Robeson, convainc Jackson de venir à Paris, de laisser derrière elle le racisme américain et de profiter de la fascination française pour la culture « nègre ».

### France et Grande-Bretagne (1927-1935)
Jackson arrive arrive à Paris vers novembre 1927, suivants ses amis Lawrence Brown et Paul Robeson. En février, elle trouve un emploi au Kit Kat Club à Paris pour quelques semaines avant de faire une tournée avec un orchestre sur les côtes françaises, Deauville, Cannes, et Biarritz. Ses représentations suscitent l'intérêt de nombreux membres de l'élite britannique comme Elsa Maxwell, le duc de Kent, et en particulier la comtesse de Carnarvon, qui lui achète un  billet d'avion pour aller à Londres au mois d'août. 
On lui offre immédiatement de chanter à la BBC, qui diffuse en Grande-Bretagne et en Europe du Nord. Une de ses émissions de radio est entendue par Albin Limpus, metteur en scène de théâtre britannique, qui lui offre un rôle dans sa nouvelle production théâtrale  Deadlock  au Comedy Theatre (Harold Pinter Theatre (en). Avant de monter sur scène l'après-midi, elle passe ses matinées à enregistrer pour la maison de disques Parlophone, enregistrant près d'une douzaine de chansons cette année-là. Après le travail, elle erre dans les rues avec Leslie Hutchinson, un autre chanteur noire travaillant à Londres. Le spectacle a un succès modeste, mais il entraîne davantage de contrats avec des émissions de radio en direct de l’hôtel Piccadilly et des danses au Café Anglais.
De retour à Paris, en janvier 1929, Jackson se voit proposer des offres dans de nombreux établissements, tels que Chez Florence, Le Bœuf sur le toit et le Bal Nègre, où elle danse la biguine, au Floresco, 59 bis rue Pigalle. Plus tard, elle ouvre brièvement son propre club sur les Champs-Élysées, Chez Zaidee. Elle achète un appartement à proximité, où elle organise des cocktails privés avant d’emmener ses invités au Bal Nègre. Elle est invitée dans de nombreux cafés, clubs et soirées sélectes. Elle chante lors d'une fête dans la maison de Countee Cullen près de la rue Pigalle et lors de la fête d'anniversaire du danseur noir Louis Cole dans son grand appartement près du Trocadéro.
Albin Limpus l'invite à revenir en Angleterre en octobre pour se produire dans la salle de danse du Lewis's (en) de Manchester. Elle a rapidement l'occasion de faire une petite tournée en Angleterre, qui l'avait déjà entendue lors de ses émissions radio. Après Londres et Bristol, au printemps, Jackson est à Blackpool et crée sa propre revue, Singer from Southland, au Blackpool Palace qui connait le succès pendant trois mois. Jackson souhaite davantage s'établir en Europe continentale, en particulier en France, et rentre à Paris en juin avec un contrat de quatre mois pour le cabaret russe Shéhérazade, 3 rue de Liège,.
En hiver, elle apparaît au célèbre Kabarett der Komiker (de) à Berlin où elle reçoit des critiques mitigées pour son chant, que certains Allemands estiment à peine audible. Après trois mois à Berlin, elle rouvre à Paris le bar L'Ange Bleu. Elle est bien accueillie et elle repart, cette fois-ci à l'Hôtel Royal de Budapest, accompagnée de la pianiste russe Suponitzkaya. De retour à Paris pour l'Exposition coloniale internationale, elle se produit dans un nouveau cabaret, La Jungle à Montmartre, interprétant ses chansons intimistes avec Reginald Foresythe (en) au piano. Reggie part finalement avec un autre groupe pour une tournée aux États-Unis. À la fermeture de l’exposition coloniale, George White lui offre certaines de ses partitions de sa production de Broadway, Scandals of 1931, probablement avec l'intention qu'elle rejoigne le spectacle. En 1932, elle dirige son propre club, Sous le maquis, et devient une habituée du cabaret Chez Joe Zelli ou Zelli's, rue Fontaine, du Shéhérazade et du cabaret Le Bosphore, rue Thérèse, où se produisent aussi Charpini et Brancato, Fréhel, chantant et dansant de manière excentrique. À l'automne de cette année-là, alors qu'elle donne un spectacle « russe » au Shéhérazade, elle prévoit une tournée à Moscou, qui ne s'est jamais faite.
En décembre 1932, elle se voit proposer un rôle important dans un spectacle du West End, Ballyhoo Revue, qui se déroule  au Comedy Theatre et se poursuit jusqu'au printemps 1933. Son vieil ami, Albin Limpus s'arrange pour qu'elle enregistre plusieurs nouveaux numéros pour le spectacle, dont l'un est le numéro de la comédie Pink Elephants. Le réalisateur Andrew Buchanan l'a montre à l'écran, apparaissant dans deux courts métrages d'Ideal Cine-Magazine, I've Got the Wrong Man and Black Magic. Son succès revient en France, où, à son retour, Joe Zelli lui demande de commencer dans son nouveau spectacle Chez Les Nudistes, apparaissant nue dans une revue extravagante, Au-delà... des reins,. Chaque soir, après être apparue dans la revue Chez Les Nudistes, elle se précipite au Shéhérazade pour chanter toute la nuit aux côtés d'un orchestre roumain.
La grande dépression arrive en France en 1934, entraînant un effondrement de l'économie et des manifestations publiques dans toute la France. Les apparitions de Jackson commence à se faire rares. Jackson part pour Monte-Carlo et Cannes pour diriger plusieurs boîtes de nuit, où elle danse, chante et divertit, imitant Bricktop.

### Roumanie (1934-1938)
Après quelques mois, les affaires ne s'étant pas encore rétablies à Montmartre, Zaidee part pour Bucarest, en Roumanie, s'immergeant dans la vie nocturne roumaine, se produisant au Zissu Musichall, Calea Șerban Vodă, avec Jean Moscopol (en) et apparaissant fréquemment au Maxim Zig-Zag, au Barul Melody et à la discothèque Mon Jardin. Bientôt, elle est présentée à Barbu Neamțu, un riche ingénieur en mécanique et pilote de course roumain, grand sportif et représentant de Ford. Peu de temps après leur rencontre, ils partent ensemble pour se marier dans la ville ancestrale de Craiova, qui compte 100 000 habitants, au milieu d’une riche région agricole, où elle est la seule femme noire. Sa belle-famille, en particulier la mère de Neamuu, désapprouve que son fils épouse une vedette noire du music-hall. Ils séjournent souvent dans leur élégant appartement du centre de Bucarest. Comme son nouveau mari est assez riche, le couple achète et occupe parfois leur domaine rural près de Craiova. Au cours de l'été 1935, Zaidee, se produit, accompagné du chef d'orchestre  Benny Peyton (en) en Suisse, en Hongrie et en Égypte avant de revenir en Roumanie. Au cours de l'hiver 1937, Octavian Goga est nommé Premier ministre et promulgue une série de lois antisémites privant les Juifs de Roumanie de leur citoyenneté. À Bucarest, pendant l'exposition Expoziție Naționale, des manifestations antisémites et même pro-fascistes ont lieu qui se termine au printemps 1938, lorsque Goga meurt d'un accident vasculaire cérébral. Son mariage est entaché par la jalousie et les préjugés raciaux de la nombreuse famille de son mari et des voisins qui estiment qu'il s'était marié sous son influence. Il est accusé d'avoir renoncé à sa famille pour une « nègre ». La monarchie rend difficile l'obtention de documents de travail ; Le bref régime fasciste des années 1940 est pire, exigeant que l'on soit un « Roumain ethnique ». Cependant, pendant cette période de malheur, elle peut organiser une brève tournée américaine.
Après dix ans à l'étranger, Jackson débarque du Queen Mary à New York, apparaissant dans de nombreuses discothèques qui le lui permettent pendant l'hiver 1937. À son arrivée, elle rencontre des journalistes américains, tels que ceux du Pittsburgh Courier: « Lorsque nous avons rencontré, Zaidee Williams Jackson, qui chantait de douces chansons Chez Florence à Montmartre, une jeune femme de bronze mince, avait Paris à ses oreilles. Nous nous demandons si quelqu'un qui a vécu là-bas pendant dix ans peut revenir ici nous ne doutons pas qu'elle reviendra où, dit-elle, « son travail est plus apprécié... et plus lucratif » ». Elle invite Barbu Neamțu à profiter des paysages que l’Amérique avait à offrir. Au cours de la tournée, Jackson rend également une visite rapide à sa famille dans le Connecticut. Puis rentre en Europe en août. Elle apparaît « sharp & ready » au Swing Club de Jimmy Monroe, le premier mari de Billie Holiday, ainsi qu'au Coliseum, 65 rue Rochechouart à Paris, aux côtés de Myrtle Watkins (en), des Three Dukes, dans le spectacle Harlem au Coliseum de Willie Lewis. Après une apparition au Fred Payne's Bar, 14 rue Pigalle, elle rentre chez elle à Bucarest en février 1939, où elle est répertoriée comme ayant rejoint le parti libéral national.

### Seconde Guerre mondiale (1939-1945)
Jackson a du succès en Roumanie, malgré la guerre, juste de l'autre côté de la frontière. Alors que la guerre continue, elle reste occupée, se produisant tous les soirs au cabaret de La Zissu. Pour s'éloigner de la ville de Bucarest surpeuplée, Jackson se rend souvent à Craiova, où elle passe une bonne partie de son temps, probablement depuis que la société Ford-Romanie a commencé à fournir des véhicules militaires aux Allemands. Jackson ne rencontre aucun problème réel, mais elle juge opportun de rester à l'écart des lieux publics.

### Roumanie communiste (1948-1956)
Les problèmes de Jackson commencent après l'arrivée au pouvoir du parti communiste roumain en 1948. De nombreux établissements populaires ferment après la nationalisation de toutes les entreprises en Roumanie. Une grande partie du public européen a désespérément besoin de divertissement depuis la fin de la guerre et malgré la censure occasionnelle pour « décadence », Zaidee reste populaire auprès du public roumain dans les années 1950 selon Dan Mihăescu, scénariste de TV-Romania, en surmontant la pression exercée par le gouvernement communiste. « Pendant un certain temps, je ne pouvais pas travailler du tout, a-t-elle déclaré, jusqu'en 1950, puis seulement de façon sporadique et pour une maigre somme de 600 lei par mois. » Tous les soirs, en taxi, qui coûte 30 lei par jour, ce qui signifie qu'elle consacre les deux tiers de son salaire au transport. Souvent, elle choisit de marcher 3 km en pleine nuit pour économiser de l'argent pour manger car les repas ne sont plus fournis aux artistes. Le travailleur moyen gagne 500 lei par mois. Au début, ils lui donne le salaire d'une ouvrière, mais ensuite son salaire à augmenter à 1 500 lei par mois. Pendant ce temps, elle écrit constamment à Lawrence Brown, qui effectue à nouveau une tournée en Europe avec Paul Robeson. Elle décrit les dégâts causés par les bombes allemandes à Bucarest pendant la guerre et son combat  avec les responsables communistes pour trouver du travail. Elle explique qu'une paire de chaussures les moins chères coûte 500 lei et un déshabillé en coton trois ou quatre fois plus cher.
En 1950, la Securitate, police secrète, arrive au beau milieu de la nuit, braquant des torches sur leurs visages. Le gouvernement a qualifié Barbu Neamțur de « bourgeois », ils sont toujours dans la crainte, redoutant les recherches et les interrogations. Bien que les ingénieurs soient très demandés, il ne peut que très peu travailler. Il faut être « approuvé ». Son frère Sebastian a obtenu un poste au gouvernement. Quelques mois plus tard, son mari est arrêté comme « espion bourgeois ». Leur propriété à Craiova est saisie car les propriétés privées sont interdites et Barbu Neamțu est maintenu au secret pendant 18 mois, puis envoyé dans un camp d'internement où il est mal nourri et se voit confier les tâches physiques les plus ardues. Il n'y a jamais d'accusation ni de procès. Au bout de quatre ans, il est libéré, brisé et appauvri, au début de 1955. Zaidee est sans emploi pendant six mois, jusqu'à ce que le gouvernement cède et lui permette de travailler plus ou moins régulièrement. Même après avoir trouvé un travail régulier en 1951, Jackson rencontré toutes sortes de préjugés et de discriminations de la part des musiciens et des managers. Avec son mari en prison, les choses sont encore plus difficiles. À peu près à la même époque, Zaidee pense pouvoir obtenir plus d’argent en effectuant des tournées à l’étranger en Amérique. Elle a toutefois des difficultés pour sortir de Roumanie, principalement par son mariage. Bien qu'une américaine épousant un étranger conserve soi-disant sa nationalité américaine, elle est classée en 1951 parmi les roumaines et ne peut donc pas pu sortir. Au début, l’ambassade des États-Unis est sympathique, mais elle devient plus tard moins coopérative à cause de l’antagonisme d’une secrétaire hongroise. Pendant ce temps, sa sœur, Corinna Williams-Thomas, travaille sans relâche pour elle, elle écrit au président Truman mais cela ne produit aucun résultat. Zaidee écrit à Paul Robeson et à William Patterson, qui sont connus pour être proches des communistes. Aucune des deux ne daigne lui répondre. Puis, en avril 1955, Corinna Thomas écrit au président Eisenhower qui lui promet d'agir rapidement.
Elle raconte « Quand je chantais à Târgu Mureș en octobre 1955, j'ai rencontré une fille noire née dans le pays, de père africain et de mère hongroise. Lorsque ses parents sont morts, l'orpheline a été prise en charge par un coiffeur pour qui elle a travaillé jusqu'à l'âge de 20 ans. Après cela, personne ne lui a donné d'emploi. Le gouvernement l'a mise dans une usine comme tourneur(e). En tombant malade, elle reçut une pension misérablement insuffisante et vit désormais seule dans une pauvreté abjecte. Alors qu'elle me racontait son histoire, son corps frêle tremblait sous les sanglots amers. Les Roumains de la plus basse classe avaient le contrôle et se considéraient tous comme supérieurs aux Nègres." ».

### Fin de carrière
En janvier 1956, à la suite d'un appel interjeté par l'Union américaine pour les libertés civiles auprès du Board of Immigration Appeals (en), le département d'État des États-Unis autorise Jackson à retourner aux États-Unis. De Bucarest, elle s’envole pour Amsterdam et change d’avion directement pour New York, où elle est accueillie avec un passeport américain. Bien qu'il y a toujours de gros préjugés contre les communistes et ceux qui vivent depuis plusieurs années dans un pays communiste, elle échappe à la « peur rouge ». Jackson reprend sa carrière sur la scène américaine, après 17 ans d'absence. Son retour a peut-être mis plus de pression sur son mariage déjà fragile, ce qui ammene finalement le couple à se séparer. Son séjour en Amérique n'est pas bien connue depuis son retour, à l'exception d'une apparition à Boston en 1957 et d'une brève entrevue à Harlem durant l'été 1967 avec Frank Driggs.
Zaidee Jackson est décédée le 15 décembre 1970 près de la famille de sa sœur dans le Connecticut.